# Hartsvinda
Hartsvinda (Convolvulus scammonia), även Scammonium, är en vindeväxtart som beskrevs av Carl von Linné. Convolvulus scammonia ingår i släktet vindor, och familjen vindeväxter. Inga underarter finns listade i Catalogue of Life. Växten har en kraftigt laxerande effekt. Växten har historiskt använts som läkemedel, och exporterades då från området kring Svarta Havet. Det verksamma ämnet kallas på svenska jalapin eller skammonin och är en glykosid (C50H84O21). 

## Bildgalleri

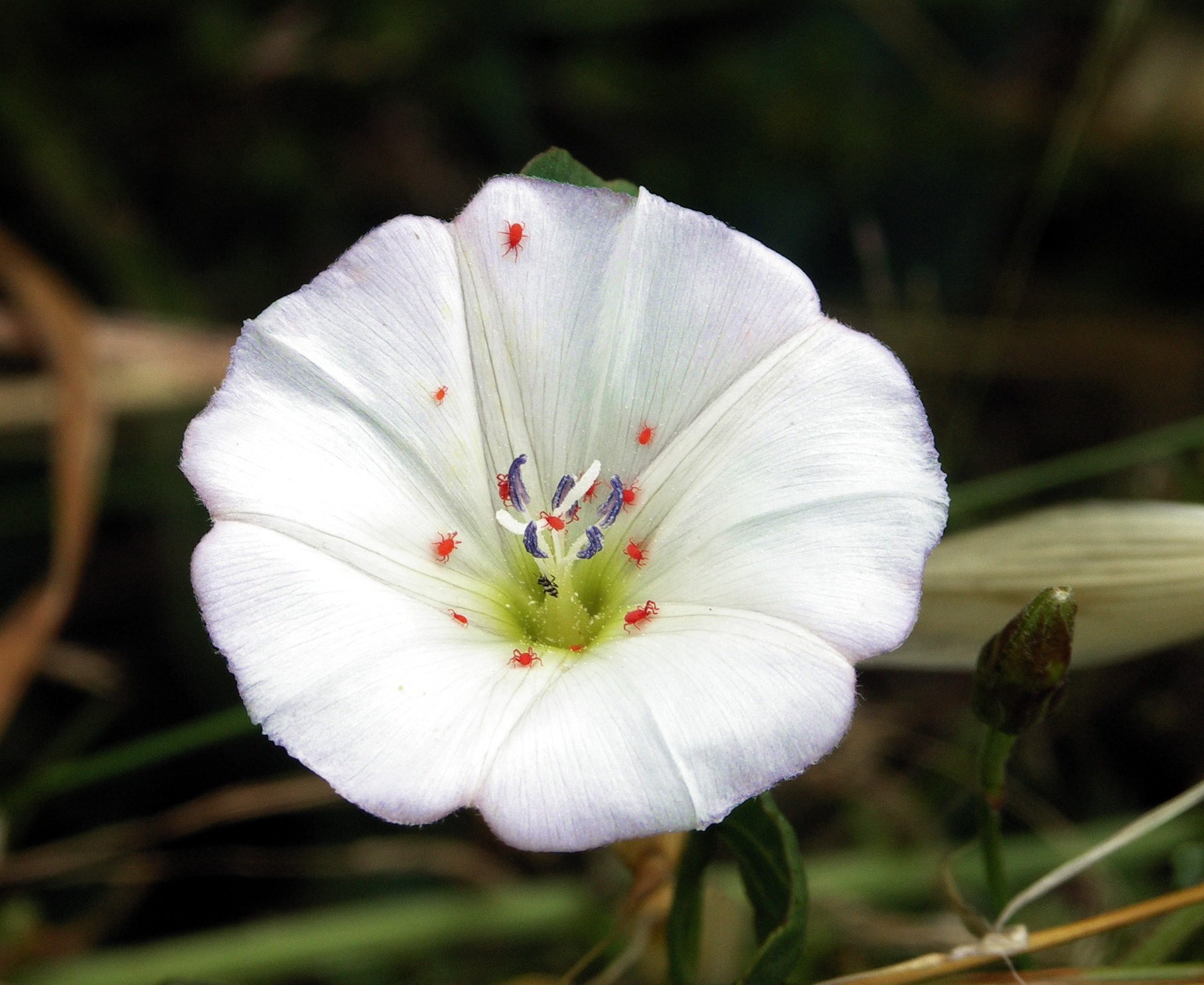
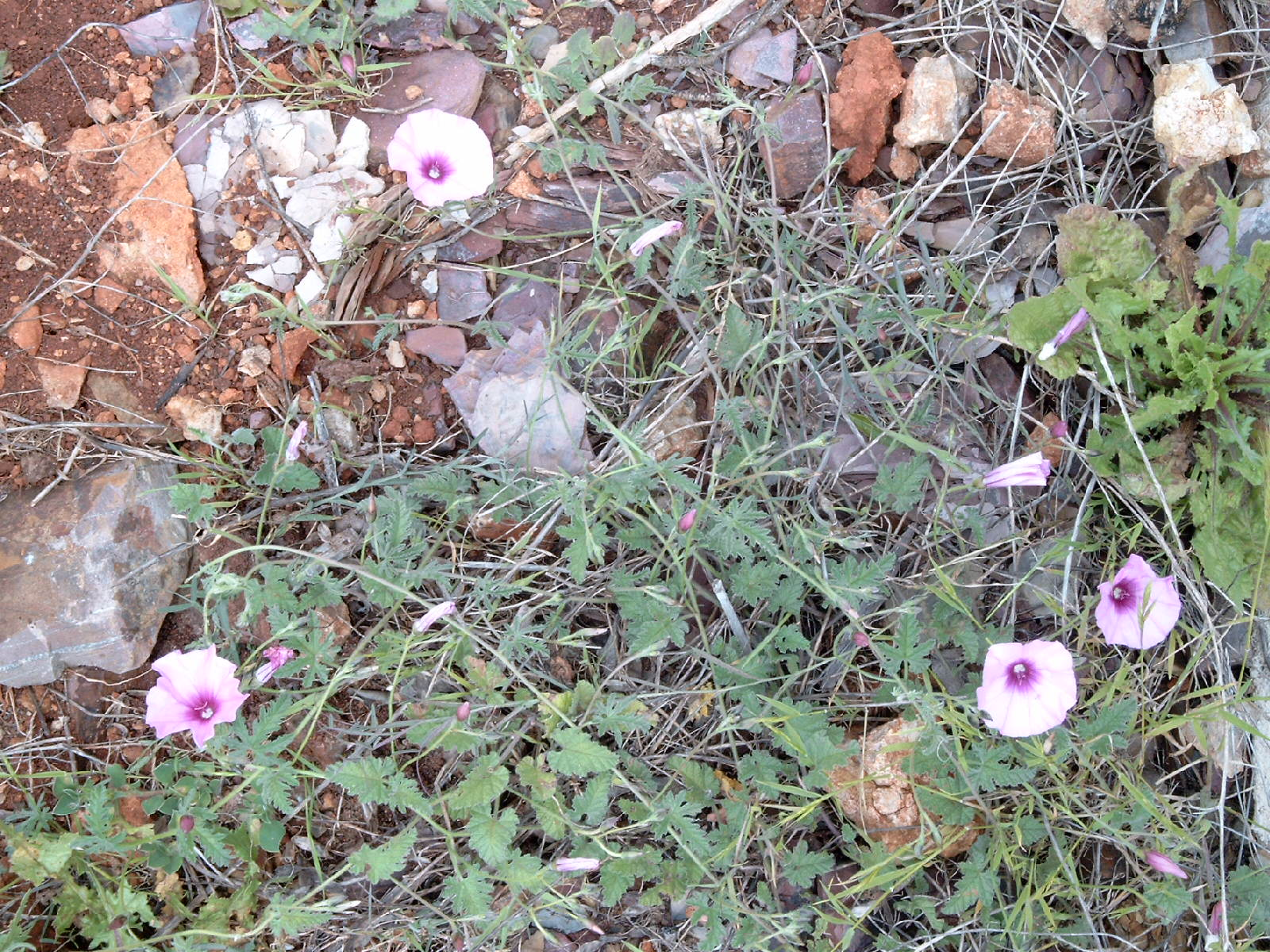
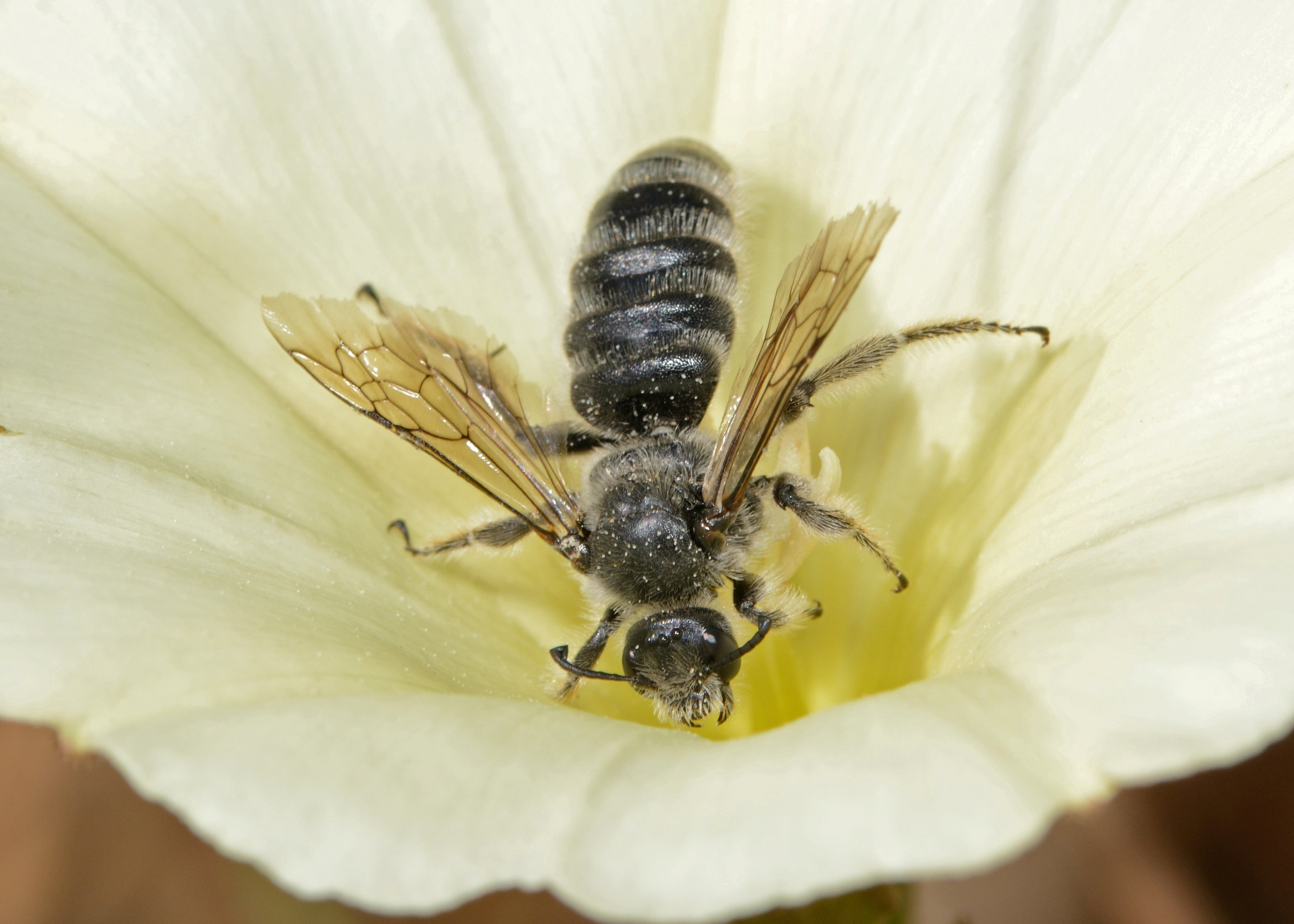
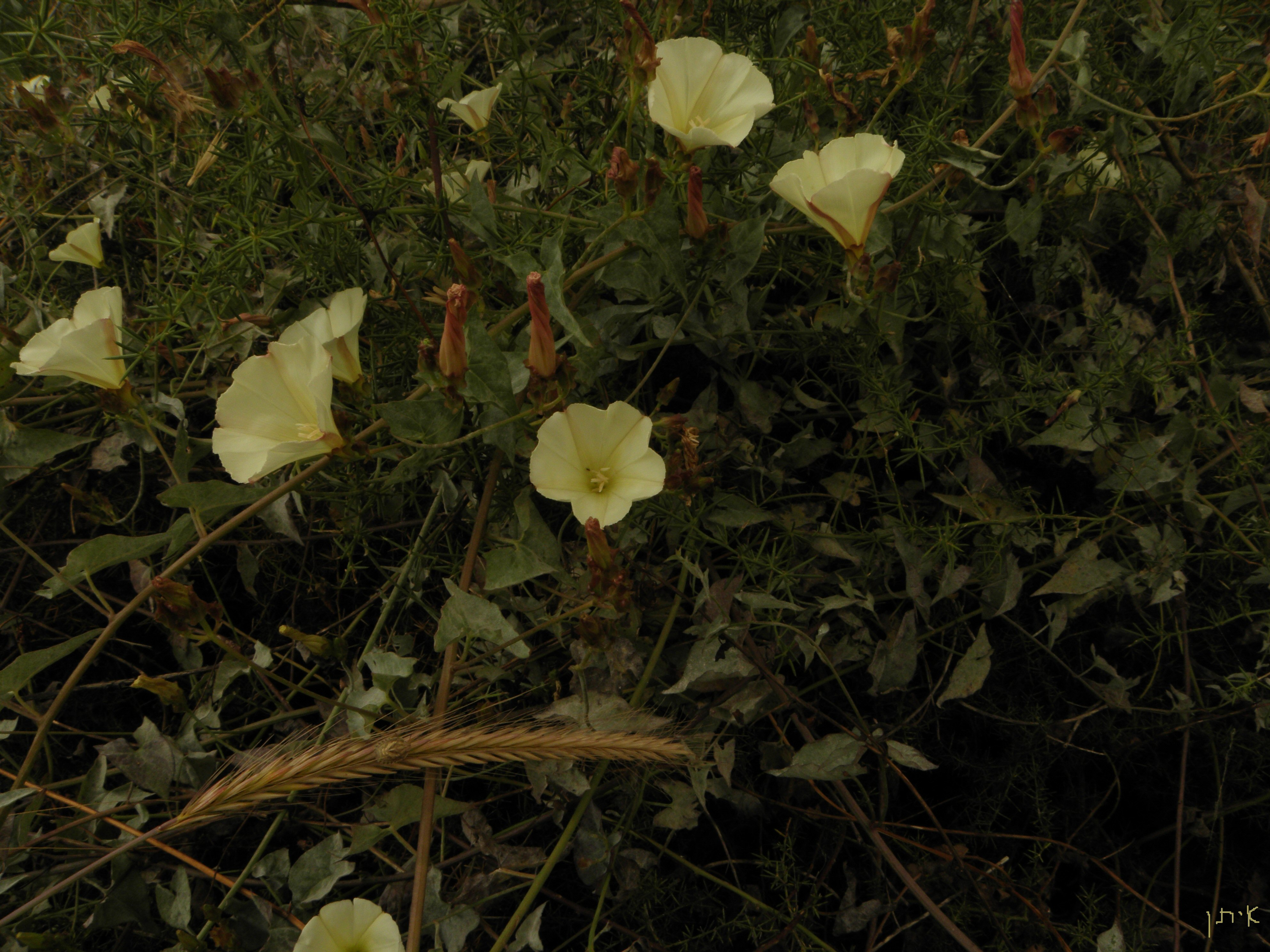
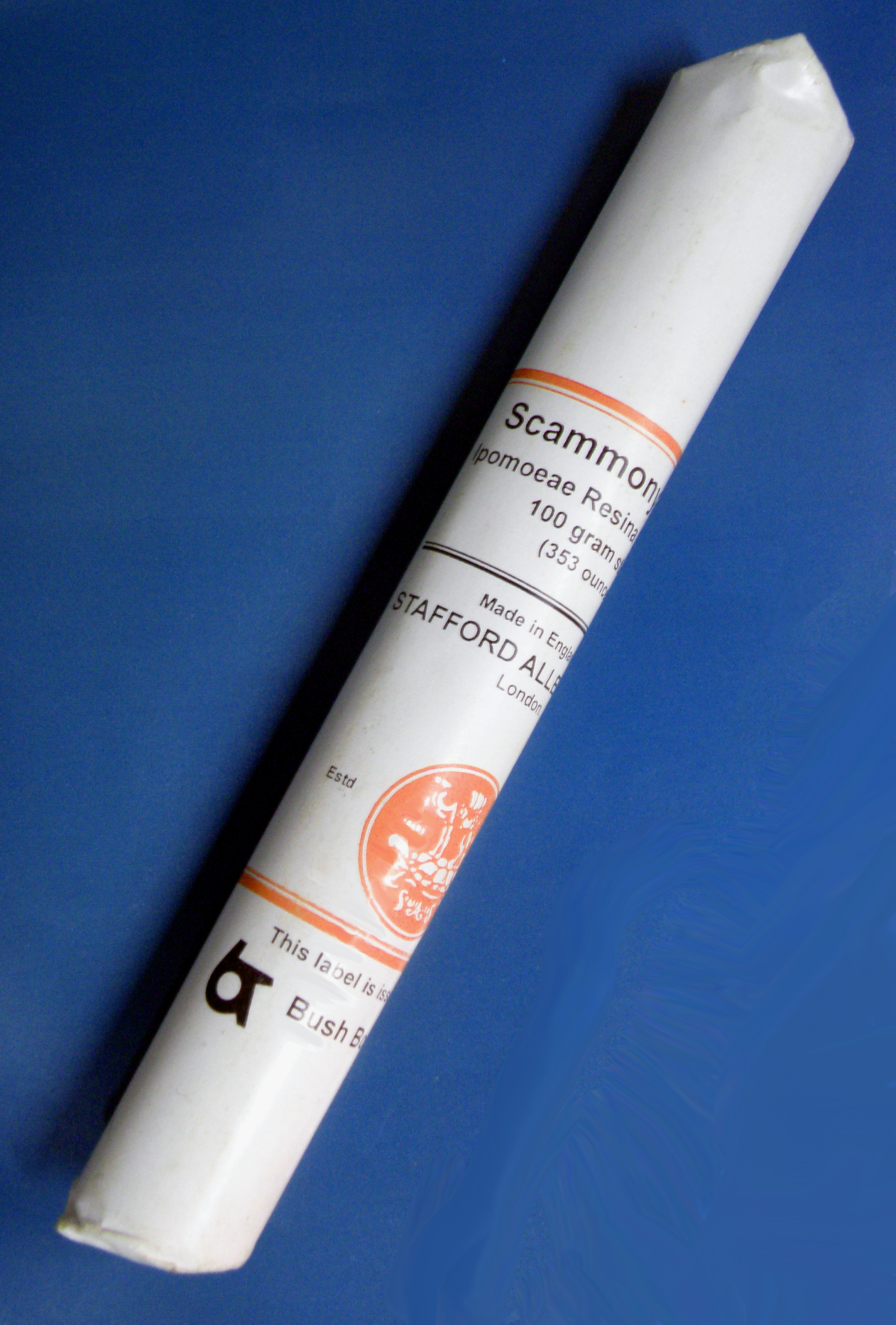